# Харченко, Елена Александровна
Елена Александровна Харченко (род. 23 мая 1983, Ставрополь, РСФСР, СССР) — российская баскетболистка, выступала в амплуа центровая. Неоднократная призёрка многих международных соревнований в составе молодёжных сборных России по баскетболу. Мастер спорта России международного класса.

## Биография
Харченко Елена воспитанница ставропольского баскетбола, окончила Ставропольское училище олимпийского резерва. В 15 лет Елену пригласили в команду «Ставропольчанка-СКА», откуда она стала постоянно вызываться в сборную Россию различных возрастов. В 2000 году Елена стала чемпионкой Европы среди юниорок (до 18 лет), а в 2001 году на юниорском чемпионате мира в Чехии, она была признана одной из лучших игроком сборной России, которая завоевала «серебряные» медали.
После окончания мирового первенства Елена подписала контракт с «Вологдой-Чевакатой», где отыграла 10 сезонов. В вологодской команде она была постоянно «вторым» центровым, напарницами у неё были Мария Калмыкова, Ольга Подковальникова, Ольга Яковлева. С приходом в 2006 году Елены Барановой, она была отправлена в годичную аренду в красноярский «Шелен-ЕТК», но после ухода Барановой Харченко была возвращена в команду, и вплоть до 2009 года была основным игроком вологжанок. В сезоне 2009/10 она была сменщицой, пришедшей снова в Вологду, Ольги Яковлевой. В сезоне 2010/11, не выдержав конкуренцию за основной состав (в клуб пришли новые центровые: Юлия Киселева и американка Джессика Дэвенпорт), Елена провела рекордно низкое количество матчей за сезон – 17.
Нехватка игрового времени, привело к тому, что Харченко в 2011 году, перешла в московское «Динамо», была основной центровой в стартовой пятёрки. По окончании сезона 2011/12 Харченко приняла решение не продлевать контракт с клубом, чтобы продолжить карьеру в одном из грандов российского баскетбола «Спарты энд К». С подмосковной командой Елена выиграла "серебряные" медали чемпионата России, играла в Финале восьми Евролиги ФИБА.
В феврале 2014 года, по обоюдному согласию, контракт со «Спартой энд К» был приостановлен и баскетболистка появляется в составе «Ростов-Дона». Сыграв за ростовский клуб 19 матчей, Елена помогла команде стать чемпионом «Суперлиги», а сама была признана лучшей центровой турнира.

### Статистика выступлений за клубы (средний показатель)
|  | Кубок Европы |
|  | Евролига     |

| Клуб                         | Сезон   | Чемп. | Чемп. | Чемп. | Чемп. | Кубок России | Кубок России | Кубок России | Кубок России | Еврокубки | Еврокубки | Еврокубки | Еврокубки |
| Клуб                         | Сезон   | Игр   | Очк   | Подб  | Перед | Игр          | Очк          | Подб         | Перед        | Игр       | Очк       | Подб      | Перед     |
| ---------------------------- | ------- | ----- | ----- | ----- | ----- | ------------ | ------------ | ------------ | ------------ | --------- | --------- | --------- | --------- |
| «Вологда-Чеваката» (Вологда) | 2001-02 | 48    | 3,6   | 2,9   | 0,3   | -            | -            | -            | -            | 7         | 3,1       | 1,7       | 0,1       |
| «Вологда-Чеваката» (Вологда) | 2002-03 | 33    | 5,8   | 3,6   | 0,6   | -            | -            | -            | -            | 9         | 6,2       | 4,1       | 0,3       |
| «Вологда-Чеваката» (Вологда) | 2003-04 | 26    | 10,4  | 6,7   | 1,7   | 6            | 6,8          | 6,0          | 1,0          | -         | -         | -         | -         |
| «Вологда-Чеваката» (Вологда) | 2004-05 | 27    | 5,7   | 4,3   | 1,1   | 1            | 0            | 2,0          | 1,0          | 6         | 6,7       | 5,0       | 1,2       |
| «Вологда-Чеваката» (Вологда) | 2005-06 | 29    | 4,6   | 3,1   | 0,9   | 4            | 6,5          | 4,5          | 0,2          | 10        | 7,6       | 4,4       | 0,7       |
| «Вологда-Чеваката» (Вологда) | 2006    | -     | -     | -     | -     | 3            | 2,0          | 0,6          | 0            | -         | -         | -         | -         |
| «Шелен-ЕТК» (Красноярск)     | 2006/07 | 18    | 9,1   | 3,7   | 1,1   | -            | -            | -            | -            | -         | -         | -         | -         |
| «Вологда-Чеваката» (Вологда) | 2007-08 | 28    | 6,0   | 2,2   | 0,7   | 4            | 3,5          | 2,7          | 1,0          | 12        | 5,8       | 3,0       | 1,3       |
| «Вологда-Чеваката» (Вологда) | 2008-09 | 23    | 7,3   | 3,3   | 1,1   | 3            | 6,7          | 4,7          | 1,0          | 9         | 8,3       | 3,3       | 1,4       |
| «Вологда-Чеваката» (Вологда) | 2009-10 | 22    | 6,5   | 3,0   | 0,4   | 5            | 8,8          | 2,8          | 1,4          | 5         | 14,4      | 6,4       | 1,4       |
| «Вологда-Чеваката» (Вологда) | 2010-11 | 17    | 3,5   | 1,8   | 0,4   | -            | -            | -            | -            | 6         | 5,0       | 3,5       | 0,3       |
| «Динамо» (Москва)            | 2011/12 | 26    | 7,1   | 4,8   | 0,8   | -            | -            | -            | -            | 6         | 11,0      | 5,5       | 1,3       |
| «Спарта энд К» (Видное)      | 2012/13 | 13    | 2,2   | 2,3   | 0,2   | 3            | 1,3          | 2,0          | 0            | 8         | 0,5       | 0,5       | 0,3       |
| «Спарта энд К» (Видное)      | 2013-14 | 13    | 0,7   |       |       | -            | -            | -            | -            | 4         | 1,5       | 0,8       | 0,3       |

### Статистика выступлений за сборную России (средний показатель)
| Сборная        | Сезон | Место | Чемпионат | Чемпионат | Чемпионат | Чемпионат |
| Сборная        | Сезон | Место | Игр       | Очк       | Подб      | Перед     |
| -------------- | ----- | ----- | --------- | --------- | --------- | --------- |
| ЧЕ (до 16 лет) | 1999  | 4     | 8         | 7,5       | 3,5       | 0,3       |
| ЧЕ (до 18 лет) | 2000  | 1     | 8         | 4,9       | 3,6       | 0,5       |
| ЧЕ (до 20 лет) | 2002  | 2     | 8         | 6,3       | 3,6       | 0,9       |
| ЧМ (до 19 лет) | 2001  | 2     | 7         | 8,1       | 4,1       | 0,1       |
| ЧМ (до 21 лет) | 2003  | 6     | 8         | 2,9       | 3,6       | 0,1       |

## Достижения
- Серебряный призёр чемпионата мира среди юниорок: 2001
- Чемпион Европы среди юниорок: 2000
- Серебряный призёр молодёжного чемпионата Европы: 2002
- Полуфиналист Кубка Европы ФИБА: 2011
- Четвертьфиналист Кубка Ронкетти: 2002.
- Четвертьфиналист Кубка Европы ФИБА: 2006, 2008, 2009
- Серебряный призёр чемпионата России: 2013
- Серебряный призёр Примьер-лиги 2013